# Piptocarpha stifftioides
Piptocarpha stifftioides là một loài thực vật có hoa trong họ Cúc. Loài này được H.Rob. miêu tả khoa học đầu tiên năm 1979.